# Teresa Benedetta di Baviera
Teresa Benedetta di Baviera (Teresa Benedetta Maria; Castello di Nymphenburg, 6 dicembre 1725 – Francoforte sul Meno, 29 marzo 1743) fu una principessa di Baviera per nascita, figlia dell'imperatore ed elettore di Baviera Carlo VII di Baviera e di Maria Amalia d'Asburgo.

## Biografia
Teresa Benedetta nacque al castello di Nymphenburg nel 1725. Era la terza figlia dell'elettore di Baviera, Carlo Alberto (in seguito imperatore del Sacro Romano Impero) e di sua moglie Maria Amalia d'Asburgo. Fu battezzata con i nomi di Teresa Benedetta Maria. Membro del Casato di Wittelsbach, fu designata principessa di Baviera.
I suoi nonni materni erano Giuseppe I d'Asburgo e Guglielmina Amalia di Brunswick-Lüneburg. I suoi nonni paterni erano Massimiliano II Emanuele di Baviera e Teresa Cunegonda Sobieska, la figlia del re della confederazione polacco-lituana, Giovanni III Sobieski. La madre di Teresa, l'arciduchessa Maria Amalia, era anche cugina di primo grado di Maria Teresa d'Austria. Sua madre diede alla luce sette figli, solo quattro dei quali vissero fino all'età adulta: oltre a Teresa Benedetta, Massimiliano III, elettore di Baviera, Maria Antonia, elettrice di Sassonia e Maria Anna, margravia di Baden-Baden.
Morì 29 marzo 1743, a Francoforte sul Meno, all'età di 17 anni.

## Titoli e trattamento
- 6 dicembre 1725 - 29 marzo 1743 sua altezza serenissima Teresa Benedetta Maria, principessa di Baviera.

## Ascendenza
|                                               |                      |                                             | Genitori                            |  |  | Nonni |  |  | Bisnonni                              |  |  | Trisnonni                           |  |
|                                               |                      |                                             |                                     |  |  |       |  |  | Ferdinando Maria, Elettore di Baviera |  |  | Massimiliano I, elettore di Baviera |  |
|                                               |                      |                                             |                                     |  |  |       |  |  | Ferdinando Maria, Elettore di Baviera |  |  | Massimiliano I, elettore di Baviera |  |
|                                               |                      | Maria Anna d'Austria                        |                                     |  |  |       |  |  | Ferdinando Maria, Elettore di Baviera |  |  |                                     |  |
| Massimiliano II Emanuele, Elettore di Baviera |                      |                                             |                                     |  |  |       |  |  | Ferdinando Maria, Elettore di Baviera |  |  |                                     |  |
|                                               |                      | Enrichetta Adelaide di Savoia               | Vittorio Amedeo I, Duca di Savoia   |  |  |       |  |  |                                       |  |  |                                     |  |
|                                               |                      | Enrichetta Adelaide di Savoia               | Vittorio Amedeo I, Duca di Savoia   |  |  |       |  |  |                                       |  |  |                                     |  |
|                                               |                      | Enrichetta Adelaide di Savoia               | Cristina di Francia                 |  |  |       |  |  |                                       |  |  |                                     |  |
| Carlo VII, Imperatore del Sacro Romano Impero |                      | Enrichetta Adelaide di Savoia               |                                     |  |  |       |  |  |                                       |  |  |                                     |  |
|                                               |                      | Giovanni III Sobieski                       | Jakub Sobieski                      |  |  |       |  |  |                                       |  |  |                                     |  |
|                                               |                      | Giovanni III Sobieski                       | Jakub Sobieski                      |  |  |       |  |  |                                       |  |  |                                     |  |
|                                               |                      | Giovanni III Sobieski                       | Zofia Teofillia Daniłowicz          |  |  |       |  |  |                                       |  |  |                                     |  |
| Teresa Cunegonda Sobieska                     |                      | Giovanni III Sobieski                       |                                     |  |  |       |  |  |                                       |  |  |                                     |  |
|                                               |                      | Maria Casimira Luisa de la Grange d'Arquien | Henri Albert de La Grange d'Arquien |  |  |       |  |  |                                       |  |  |                                     |  |
|                                               |                      | Maria Casimira Luisa de la Grange d'Arquien | Henri Albert de La Grange d'Arquien |  |  |       |  |  |                                       |  |  |                                     |  |
|                                               |                      | Maria Casimira Luisa de la Grange d'Arquien | Françoise de la Châtre              |  |  |       |  |  |                                       |  |  |                                     |  |
| Teresa Benedetta di Baviera                   |                      | Maria Casimira Luisa de la Grange d'Arquien |                                     |  |  |       |  |  |                                       |  |  |                                     |  |
|                                               | Leopoldo I d'Asburgo | Ferdinando III d'Asburgo                    |                                     |  |  |       |  |  |                                       |  |  |                                     |  |
|                                               | Leopoldo I d'Asburgo | Ferdinando III d'Asburgo                    |                                     |  |  |       |  |  |                                       |  |  |                                     |  |
|                                               | Leopoldo I d'Asburgo | Maria Anna di Spagna                        |                                     |  |  |       |  |  |                                       |  |  |                                     |  |
| Giuseppe I d'Asburgo                          | Leopoldo I d'Asburgo |                                             |                                     |  |  |       |  |  |                                       |  |  |                                     |  |
|                                               |                      | Eleonora del Palatinato-Neuburg             | Filippo Guglielmo del Palatinato    |  |  |       |  |  |                                       |  |  |                                     |  |
|                                               |                      | Eleonora del Palatinato-Neuburg             | Filippo Guglielmo del Palatinato    |  |  |       |  |  |                                       |  |  |                                     |  |
|                                               |                      | Eleonora del Palatinato-Neuburg             | Elisabetta Amalia d'Assia-Darmstadt |  |  |       |  |  |                                       |  |  |                                     |  |
| Maria Amalia d'Austria                        |                      | Eleonora del Palatinato-Neuburg             |                                     |  |  |       |  |  |                                       |  |  |                                     |  |
|                                               |                      | Giovanni Federico di Brunswick-Lüneburg     | Giorgio di Brunswick-Lüneburg       |  |  |       |  |  |                                       |  |  |                                     |  |
|                                               |                      | Giovanni Federico di Brunswick-Lüneburg     | Giorgio di Brunswick-Lüneburg       |  |  |       |  |  |                                       |  |  |                                     |  |
|                                               |                      | Giovanni Federico di Brunswick-Lüneburg     | Anna Eleonora di Assia-Darmstadt    |  |  |       |  |  |                                       |  |  |                                     |  |
| Guglielmina Amalia di Brunswick-Lüneburg      |                      | Giovanni Federico di Brunswick-Lüneburg     |                                     |  |  |       |  |  |                                       |  |  |                                     |  |
|                                               |                      | Benedetta Enrichetta del Palatinato         | Edoardo del Palatinato-Simmern      |  |  |       |  |  |                                       |  |  |                                     |  |
|                                               |                      | Benedetta Enrichetta del Palatinato         | Edoardo del Palatinato-Simmern      |  |  |       |  |  |                                       |  |  |                                     |  |
|                                               |                      | Benedetta Enrichetta del Palatinato         | Anna Maria di Gonzaga-Nevers        |  |  |       |  |  |                                       |  |  |                                     |  |
|                                               |                      | Benedetta Enrichetta del Palatinato         |                                     |  |  |       |  |  |                                       |  |  |                                     |  |